# Megadontomys nelsoni
Megadontomys nelsoni é uma espécie de roedor da família Cricetidae.
Apenas pode ser encontrada no México.